# Тригуляй
Тригуляй (или Трегуляй) — посёлок в Тамбовской области России. 
Входит в городской округ город Тамбов. 

## География
Располагается на берегу реки Цны, в 10 километрах от административного центра сельского поселения. Через посёлок проходит железная дорога и шоссе Тамбов — Котовск.

## История
Дата основания посёлка считается по дате основания расположенного в нём Иоанно-Предтеченского монастыря. До 2006 году находился в составе Нижнеспасского сельсовета Рассказовского района.
До 2022 года посёлок входил в Бокинский сельсовет Тамбовского района.

## Население
| 2002 | 2010 |
| ---- | ---- |
| 458  | ↘437 |

Население на 2016 год —  538 человек.

### Национальный состав
Согласно результатам переписи 2002 года, в национальной структуре населения русские составляли 94 % от жителей.

## Достопримечательности
В посёлке находится Трегуляевский Иоанно-Предтеченский монастырь.